# 新瓦西里夫卡 (庫皮揚斯克區)
49°57′42″N 37°41′54″E / 49.96167°N 37.69833°E
新瓦西里夫卡（烏克蘭語：Нововасилівка）是位於烏克蘭東部的村莊，由哈爾科夫州庫皮揚斯克區的德沃里奇纳市镇負責管轄。該村始建於1875年，面積0.39平方公里，海拔高度98米，2001年人口55，人口密度每平方公里140人。